# Gerhard Hradil

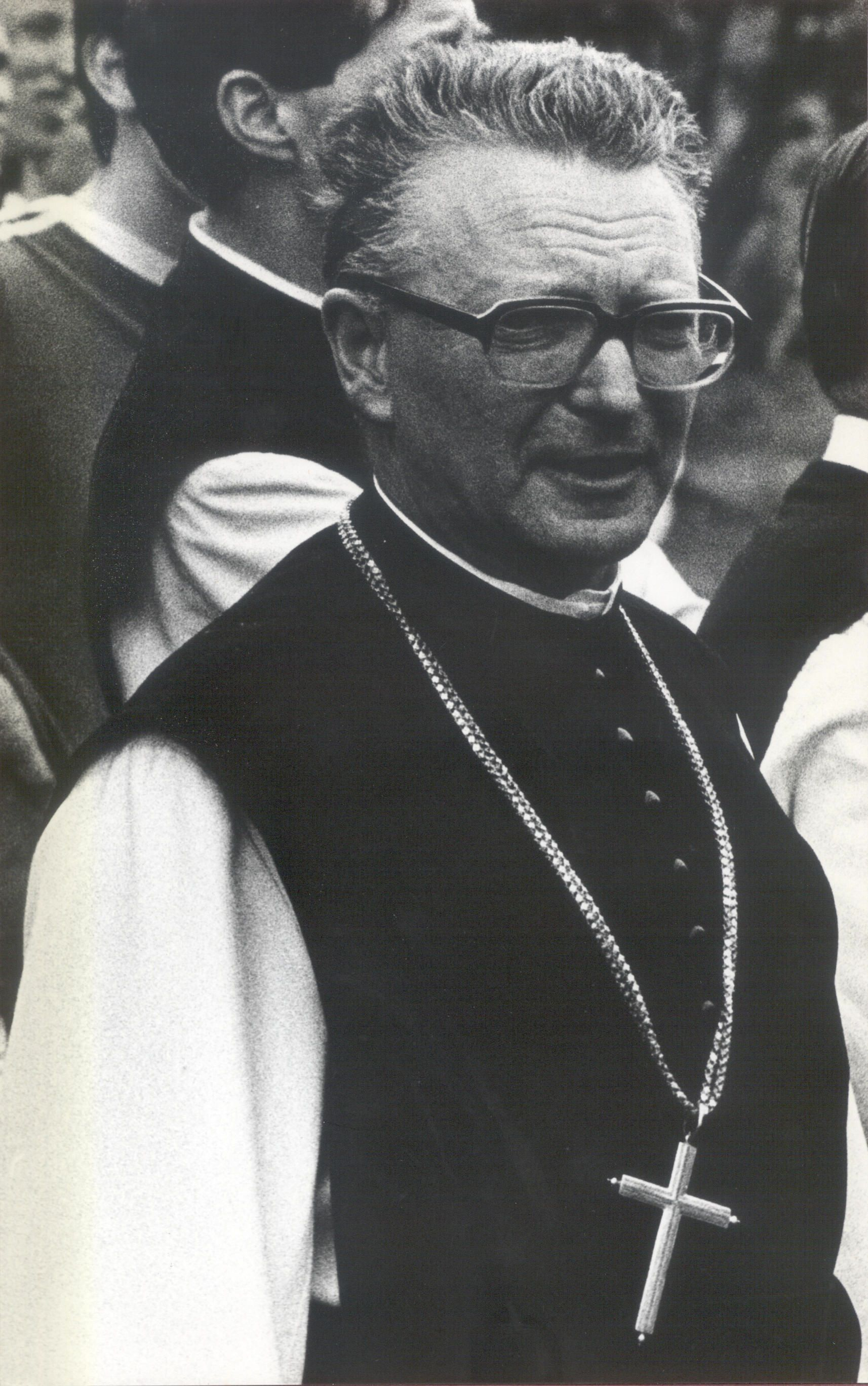
Abt Gerhard Hradil

Gerhard Hradil OCist (* 28. Oktober 1928 in Wien als Karl Hradil) ist ein österreichischer Priestermönch und der 66. Abt des Zisterzienserstiftes Heiligenkreuz.

## Leben
Karl Hradil wuchs in Wien/Lainz auf und maturierte 1947 am Humanistischen Gymnasium in Hietzing. Am Hochfest Kreuzerhöhung im Jahr 1947 wurde er in das Noviziat des Stiftes Heiligenkreuz aufgenommen und nahm den Ordensnamen Gerhard an. Nach dem Studium am Heiligenkreuzer Institutum Theologicum empfing er am 23. November 1952 die Priesterweihe.
Seit 1959 war er Pfarrverweser in Trumau/NÖ, bis er 1966 als Novizenmeister (bis 1982), Subprior und Spiritual in das Kloster zurückkehrte. Bis 1983 war er außerdem zu verschiedenen Zeiten Klerikerpräfekt, Kantor und Lateinprofessor. 1977 wurde er zum Prior ernannt und am 10. Juni 1983 zum Abt gewählt. Seine Benediktion fand am 10. Juli 1983 statt. 1984 bis 1989 war Hradil Vorsitzender der diözesanen Ordensoberenkonferenz und 1991 bis 1997 gewählter Präses der Österreichischen Zisterzienserkongregation. Das Konventkapitel bestimmte 1998 eine Verlängerung seiner Amtszeit, aber er resignierte aus gesundheitlichen Gründen am 11. Februar 1999.
Er wirkte von 1996 bis 1999 als Prior für die neugegründete Komturei Baden-Wiener Neustadt des Ritterordens vom Heiligen Grab zu Jerusalem. Der Großmeister des Ritterordens, Edwin Kardinal O’Brien, hat am 21. September 2012 Gerhard Hradil zum Komtur mit Stern (Großoffizier mit Stern) promoviert.
Hradil diente nach seiner Emeritierung als Magister der Juniores, Spiritual und Exerzitienleiter; mit Erscheinen des Bandes 2011 gab er die Schriftleitung des Heiligenkreuzer Jahrbuches Sancta Crux nach jahrzehntelanger Arbeit in die Verantwortung jüngerer Mitbrüder.